# Estadio Mariano Matamoros
El Estadio Mariano Matamoros es un estadio de fútbol que se ubica en la ciudad de Xochitepec, Morelos. Su capacidad es de 18 000 espectadores.

## Historia
En el 2002, el Mariano Matamoros era sede de la Copa Morelos. En el año 2003 la franquicia del Atlético Celaya fue convertida por su nuevo dueño en Colibríes de Morelos. Jugó la Primera División de México en el Torneo Clausura 2003, sin embargo, descendió ese mismo torneo. La franquicia fue vendida nuevamente y abandonó la ciudad. De 2007 a 2013, el equipo de Ballenas Galeana ocupó el estadio en su paso por la Segunda División de México. En 2015, fue sede temporal del Inter de Acapulco.
También fue sede del Leones de Morelos en la Liga de Ascenso de 2004.

## Capacidad
El Estadio Mariano Matamoros cuenta con la capacidad de 16 000 espectadores, lo que lo convierte en el segundo estadio más grande del Estado de Morelos después del Estadio Agustín Coruco Díaz.